# De inventione

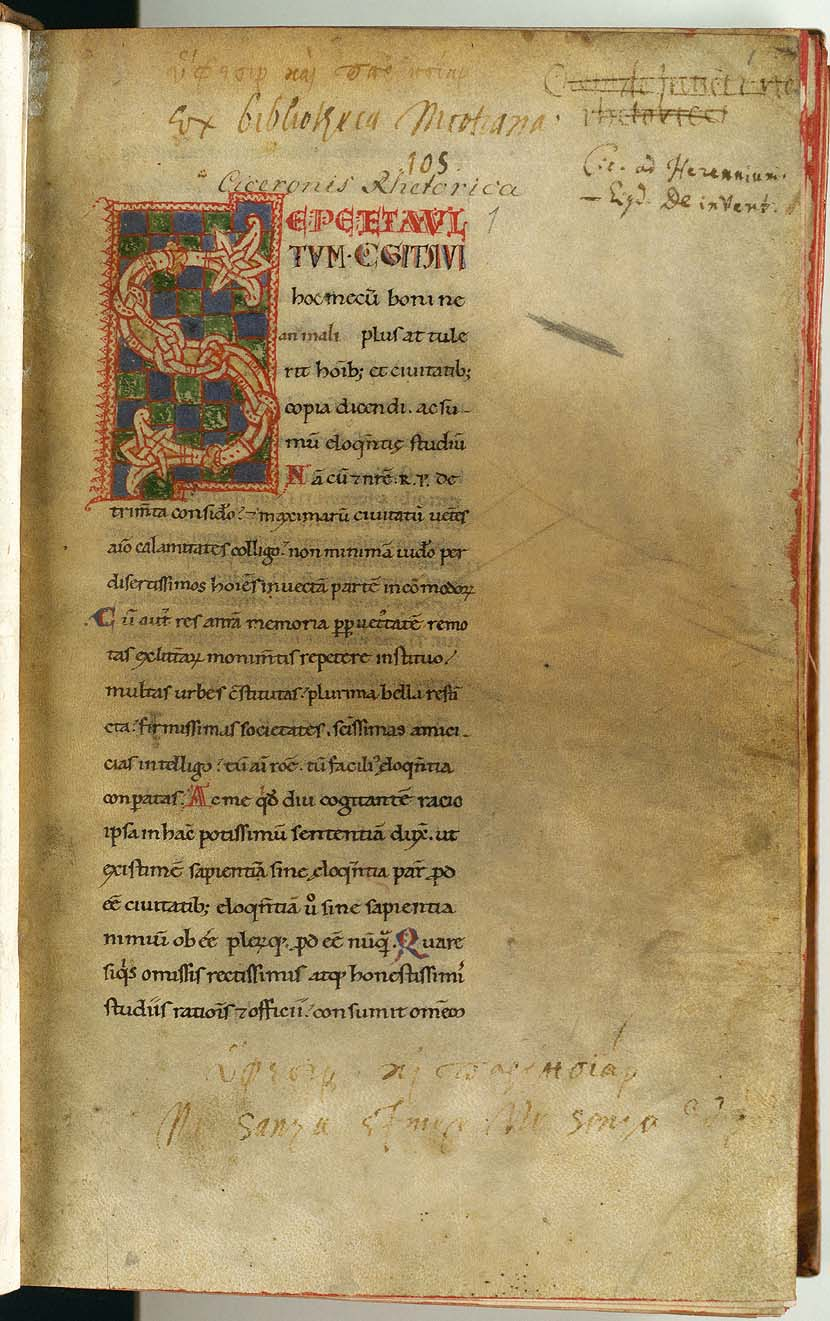
Primera pàgina del manuscrit Sygnatura GKS, de l'any 1998. Situat a la biblioteca de Det Kongelige, Copenhaguen.

El De inventione (La invenció retòrica), és el primer tractat d'oratòria de Ciceró. També conegut amb el nom de De inventione rhetorica, va ser escrit entre els anys 91 i 81 aC, quan encara era molt jove. És un dels tractats llatins més antics conservats. En aquest tractat escolàstic es posa de manifest el seu gran domini de l'art de l'oratòria. Va intentar reflectir els coneixements de retòrica grecs de l'època, adaptats al moment social i cultural de Roma. Aquest pretenia ser un tractat de retòrica, amb les seves cinc parts, però finalment només va tractar-ne la primera part.
Sembla que Ciceró va escriure aquestes obres pel seu ús personal i que es van publicar sense el seu consentiment. Eren uns apunts escolars (commentarioli). És per això que és considerada una obra "immadura i juvenil". Ell mateix deia que l'objectiu d'aquesta obra era recollir les ensenyances dels retòrics més importants de la seva època, a molts dels quals esmenta en la seva pròpia obra.

## Context
El De inventione va ser escrit entre el 91 i 81 aC, quan Ciceró encara era un puer aut adulescentulus (nen o adolescent). Per aquesta raó, no trobem, dins l'obra, al·lusions a la realitat històrica o social. No obstant l'autor va intentar reflectir els coneixements retòrics de l'època deixant a part les fonts gregues i procurant adaptar els continguts a la realitat romana.
En el mateix any en què Sul·la va esdevenir dictador de la República Romana (81 aC), Ciceró va reprendre els estudis, després d'haver finalitzat la seva breu carrera militar.

## Estructura i contingut
Aquest manual, originalment, havia de contenir quatre llibres, però, finalment, només en va tenir dos. A l'obra, Ciceró resumeix els antics mètodes que seguien els grecs per tal de desenvolupar un discurs correctament. Per aquesta raó du aquest nom; inventio és la primera fase de l'ars retorica (dividida en cinc parts: inventio, dispositio, elocutio, memoria, pronuntiatio). Aquesta, consistia en la invenció o el descobriment d'arguments contundents. Anava seguida de la disposició adient d'aquests arguments, de la disposició de les paraules, del fet de recordar i de la correcta pronunciació. Dins, descriu l'origen de l'eloqüència, defensa el lligam entre eloqüència i saviesa i posa èmfasi en la necessitat de la preparació global de l'orador. A part d'explicar els coneixements dels seus mestres, posa de manifest la seva opinió respecte a qüestions teòriques generals com la relació entre filosofia i retòrica, el seu origen o la seva funció dins la societat. També ho feia quan els seus raonaments no coincidien amb l'explicació del seu mestre.

### Llibre I
En el primer llibre, Ciceró comença amb una laus eloquentiae, un elogi a la saviesa. Ens parla de la importància de la eloqüència i la paraula. Sense aquestes, unides, no s'arriba enlloc.

### Llibre II
En el segon llibre ens presenta el seu mètode per escollir els millors arguments per a la creació d'un bon discurs. Es diu que podria definir-se com el credo d'un eclèctic.

## Influències
Aquests dos llibres reprodueixen una petita part dels preceptes dels primers llibres de la Retòrica per Herenni, el manual de retòrica més antic conegut, atribuït posteriorment a Ciceró. Es diu que la idea d'escriure aquest tractat de retòrica va sorgir de les classes de l'orador Marc Cras. També van ser de notable influència per Ciceró, Marc Antoni, un altre gran orador del moment i Eli Estiló, un filòleg estoic. Les fonts i influències de Ciceró van ser la formació retòrica i la filosofia. El contacte amb els millors oradors romans i filòsofs grecs de la seva època li va permetre la creació d'obres com la De inventione. Pot incloure's perfectament en el corrent dels rhetores Latini, ja que es considera una obra molt pròxima a la seva ideologia. Els retòrics llatins proposaven un nou tipus d'educació a les escoles, una educació que, per als romans, anava contra els fonaments del mos maiorum, els costums dels seus avantpassats.

## Llegat
Va ser de gran utilitat pel sistema educatiu de l'Imperi Romà i l'edat mitjana. Va ser també un tractat molt atractiu per la cristiandat, ja que els primers escriptors cristians argumentaven seguint els esquemes retòrics clàssics. Es va convertir en el manual fonamental de retòrica llatina des de la seva aparició fins al segle xii. Més tard, també va ser utilitzat a les universitats per a la matèria de retòrica.

## Transmissió textual
El De inventione ens ha arribat de manera molt semblant a la Retòrica per Herenni: amb omissions, certes faltes i llacunes entre altres coses. La invenció retòrica es va estendre, des de la seva aparició, sense dificultats i el procés de transmissió sempre va ser progressiu. Les primeres traduccions del De inventione són de la segona meitat del segle xiii.